# Emil Hartmann
Wilhelm Emilius (Emil) Zinn Hartmann, född den 21 februari 1836 i Köpenhamn, död där den 18 juli 1898, var en dansk musiker, son till J.P.E. Hartmann.
Hartmann blev 1861 organist vid en förstadskyrka och 1871 vid Kristiansborgs slottskyrka. Av hans kompositioner, som även i utlandet vann uppmärksamhet genom sin förträffliga orkesterbehandling, kan nämnas operorna Elverpigen (1867) och Ragnhild (1896), Nordiske folkedanse for orkester, uvertyren Eine nordische heerfahrt, körverken Vinter og vaar och Mod lyset samt diverse symfoni- och kammarmusik, sånger och pianostycken.

## Utmärkelser
- Riddare av Dannebrogorden,  1881[7]

[Redigera Wikidata]